# Józef Felicjan Sułkowski
Józef Felicjan Sułkowski (ur. 31 stycznia 1892 w Wadowicach, zm. 30 lipca 1968  w Warszawie) – polski prawnik, cywilista i specjalista prawa handlowego, profesor Uniwersytetu Poznańskiego i The Catholic University of America w Waszyngtonie. 

## Życiorys
W 1910 ukończył III Państwowe Gimnazjum im. Króla Jana Sobieskiego w Krakowie uzyskując maturę z odznaczeniem. Studiował prawo na Uniwersytecie Wiedeńskim, uzyskując doktorat w 1917. Habilitował się z prawa cywilnego w 1919 na Uniwersytecie Jagiellońskim. W latach 1921–1939 był profesorem prawa handlowego na Uniwersytecie Poznańskim. W czasie II wojny światowej dyplomata reprezentujący Rząd RP na uchodźstwie. Od 1946 roku profesor na The Catholic University of America w Waszyngtonie. Członek założyciel Polskiego Towarzystwa Naukowego na Obczyźnie (1950). W 1958 wrócił do kraju, pracował w Polskiej Akademii Nauk.
Ogłosił ponad 30 prac i rozpraw naukowych w różnych językach. Filister honorowy korporacji Helionia.
27 listopada 1929 został odznaczony Krzyżem Komandorskim Orderu Odrodzenia Polski.
Pochowany na cmentarzu Powązkowskim (kwatera 231-4-22).

## Prace
- The problem of national minorities in its sociological aspects by Joseph Sułkowski.  Quarterly Bulletin of the Polish Institute of Arts and Sciences in America, October, 1943.
- Problem waloryzacji na Górnym Śląsku: studjum z dziedziny międzynarodowego prawa prywatnego, Ruch Prawniczy, Ekonomiczny i Socjologiczny, z. 3/1930, Poznań 1930
- O prawie zastawu na wekslu: studjum z prawa francuskiego, Poznań 1925, wyd. Poznańskie Towarzystwo Przyjaciół Nauk
- Polsko-niemiecki układ waloryzacyjny w: Ruch Prawniczy, Ekonomiczny i Socjologiczny, R. 8, z. 4, 1928 Poznań 1928
- Przewalutowanie przedsiębiorstw handlowych, Poznań  1925